# هارولد جي. هينمان
هارولد جي. هينمان هو قاضي وسياسي أمريكي، ولد في 22 فبراير 1877 في ألباني في الولايات المتحدة، وتوفي بنفس المكان في 21 فبراير 1955. نشط حزبياً في الحزب الجمهوري. وقد انتخب عضو جمعية ولاية نيويورك ‏.